# يفنهي شيستاكوف
يفنهي شيستاكوف (بالأوكرانية: Шестаков Євгеній)‏ (مواليد 17 سبتمبر 1976) هو ملاكم أوكراني، مثّل بلاده في الألعاب الأولمبية الصيفية 1996.

## روابط خارجية
يفنهي شيستاكوف على موقع أوليمبيديا (الإنجليزية)